# Kazimierz Rykaluk
Kazimierz Włodzimierz Rykaluk (ur. 1 stycznia 1941 w  Kadłubiskach, zm. 6 kwietnia 2021 we Wrocławiu) – polski specjalista w zakresie budownictwa i konstrukcji metalowych, prof. dr hab. inż.

## Życiorys
W 1963 ukończył studia budownictwa w Politechnice Wrocławskiej. Obronił pracę doktorską, następnie uzyskał stopień doktora habilitowanego. 22 listopada 1999 nadano mu tytuł profesora w zakresie nauk technicznych.
Został zatrudniony na stanowisku profesora nadzwyczajnego w Instytucie Budownictwa na Wydziale Inżynierii Kształtowania Środowiska i Geodezji Uniwersytetu Przyrodniczego we Wrocławiu, oraz profesora zwyczajnego w Instytucie Budownictwa na Wydziale Budownictwa Lądowego i Wodnego Politechniki Wrocławskiej.
Zmarł 6 kwietnia 2021, pochowany na cmentarzu parafialnym w Żórawinie.

## Odznaczenia i wyróżnienia
- Krzyż Kawalerski Orderu Odrodzenia Polski (2000)[4],
- Medal Komisji Edukacji Narodowej,
- Złoty Krzyż Zasługi,
- Nagroda im. prof. Wacława Żenczykowskiego (1983)[5].